# Новопетровский (Алтайский край)
Новопетровский — упразднённый посёлок в Алейском районе Алтайского края России. На момент упразднения входил в состав Моховского сельсовета. Исключён из учётных данных в 1988 году.

## География
Посёлок находился в центральной части края, на логу Крутой (приток реки Левая Горевка), на расстоянии приблизительно 7 километров (по прямой) к западу от села Дружба.

### Климат
Резко континентальный. Средняя температура января −17,6 °С, июля — +20 °С. Годовое количество осадков — 440 мм.

## История
Основан в 1924 г. В 1928 году посёлок Ново-Петровский состоял из 87 хозяйств. В административном отношении являлся центром Ново-Петровского сельсовета Боровского района Барнаульского округа Сибирского края.

## Население
В 1926 году в поселке проживал 551 человек (267 мужчин и 284 женщины), основное население — русские.